# Конак кнеза Милоша у Брестовачкој бањи
Конак кнеза Милоша налази се у Брестовачкој бањи надомак Бора. Саграђен је 1837. године и представња репрезентативну грађевину српске грађанске архитектуре прве половине 19. века.

## Изглед
Конак је приземна зграда правоугаоног облика. Једноставне је конструкције. Фасада је без украса. Сазидан је у бонруку, са профилисаним гредама на угловима. Греде су од храстовине и поред конструктивне, имају и декоративну функцију.
Кров је био, све до 2005. године био покривен ћерамидом што се уклапало у стил градње. Прозори су доста мали и узани. На њима су завесе од призренске свиле. Улазна врата су масивна и воде у велику правоугаону просторију. Унутрашњост представља складну целину коју чине укупно пет просторија – велики хол и четири собе. По дијагонали грађевине, са северне стране, десно од улазних врата је доксат (трем), а лево од излазних, са јужне стане, смештена је мања оџаклија (кухиња) са огњиштем.

## Историјат
У првој половини 19. века, 1837. године у Србији је укинут турски спахијски систем. Бор и околина прикључени су земљи матици и тада почиње убрзани развој овога краја.
Кнез Милош Обреновић долази у Брестовачку бању заинтересован за изворе лековите воде познате још од старих Римљана. Турци до тада користили лековитости ових вода.
Из историјских списа се зна да је у Брестовачкој бањи 1834. године, боравила кнегиња Љубица Обреновић са беговима и својим синовима Миланом и Михајлом Обреновићем.
У то време подигнута је и једна зграда за сиромашне болеснике. Временом, овде су објекте градили чланови династија Обреновић и Карађорђевић, па је бања била позната и ван граница Србије. Брестовачка бања била је омиљено лечилиште и летовалиште српских владара.
Кнез Милош Обреновић је у Брестовачкој бањи изградио конак за сопствене потребе. У време поподневног одмора захтевао је апсолутни мир у бањи.
Свој боравак у Брестовачкој бањи користио за одмор. Свакодневно је одлазио у хамам који се начази одмах преко пута конака. Воде у Брестовачкој бањи показале су се делотворним за реуму од које је боловао.
Данас његов конак представља културно-историјски споменик.

## Музејска поставка
У просторијама објекта налази се музејска поставка под називом „Брестовачка бања у време кнеза Милоша”.
У том простору изложени су портрети значајних личности политичког, културног и друштвеног живота Србије, који су боравили у Брестовачкој бањи као гости кнеза Милоша.
Са обе стране распоређене су по две просторије у којима су смештене следеће поставке:
- реконструкција српске грађанске собе из прве половине 19. века
- кнез Милош у Брестовачкој бањи
- елементи грађанског костима у првој половини 19. века - одевање кнеза Милоша и грађанске класе, униформе Милошеве гарде и банде.
- елементи оријенталне културе - покућство, посуђе

## Значај
Конак кнеза Милоша Обреновића заштићен је законом 1949. године.